# Arroyomolinos (kommun i Spanien, Extremadura)
Arroyomolinos är en kommun i Spanien.   Den ligger i provinsen Provincia de Cáceres och regionen Extremadura, i den centrala delen av landet, 250 km sydväst om huvudstaden Madrid. Antalet invånare är 948. Arean är 115 kvadratkilometer. Arroyomolinos gränsar till Alcuéscar och Almoharín. 
Terrängen i Arroyomolinos är platt söderut, men norrut är den kuperad.